# Chiesa dei Santi Fabiano e Sebastiano (San Biagio della Cima)
La chiesa dei Santi Fabiano e Sebastiano è un luogo di culto cattolico situato nel comune di San Biagio della Cima, in via Poeta Biamonti, in provincia di Imperia. La chiesa è sede della parrocchia omonima del vicariato di Bordighera e Valle Nervia della diocesi di Ventimiglia-San Remo.

## Storia

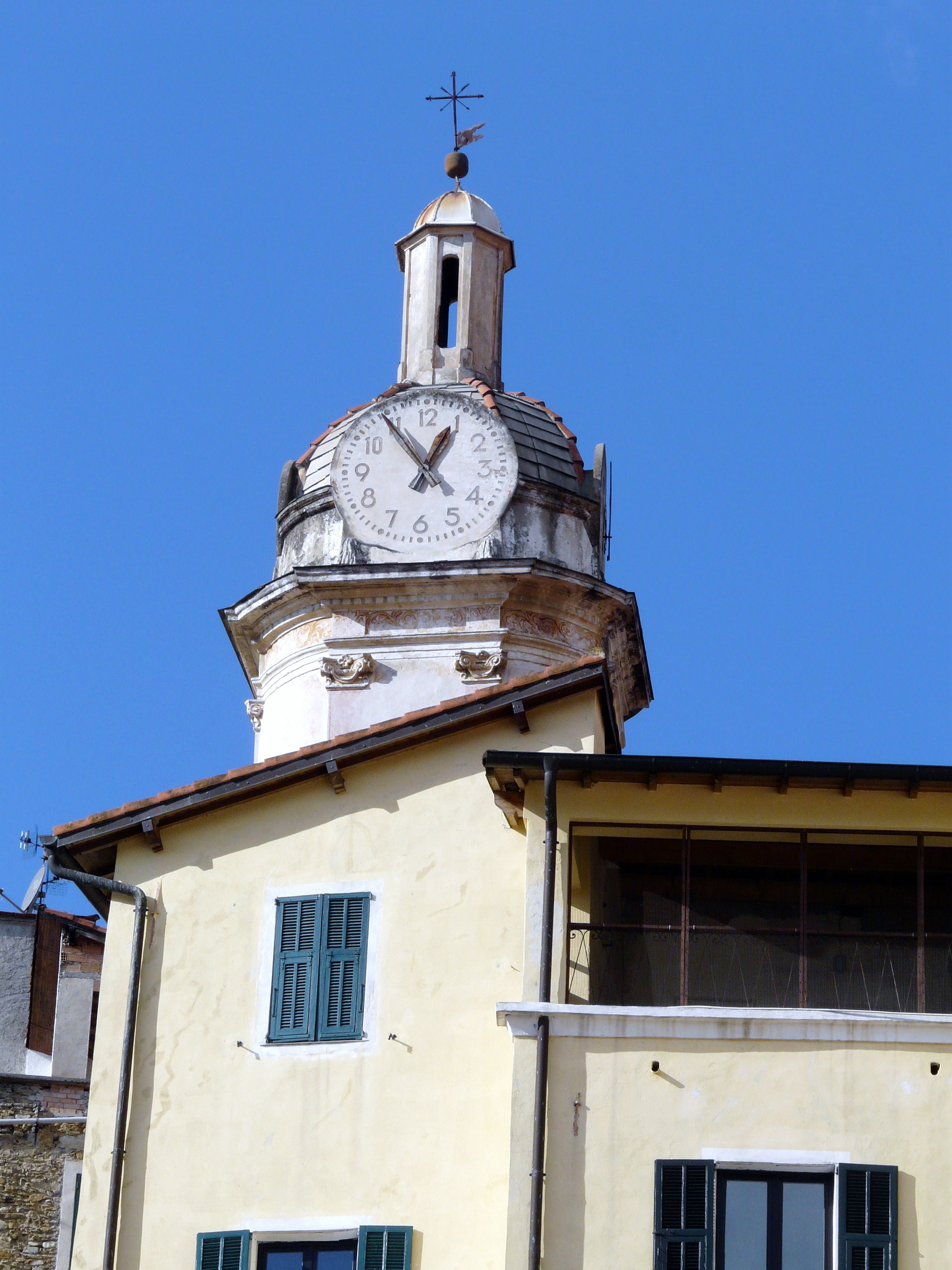
Il campanile, del 1718, opera di Emanuele Cantone.

Furono il crescere della popolazione e un buon periodo di prosperità economica le motivazioni che spinsero, alla fine del XV secolo, la comunità di San Biagio a volere ed erigere un nuovo luogo di culto nel centro storico del paese, nei pressi di un preesistente oratorio oramai in rovina. La nuova struttura s'ispirò allo stile architettonico del tardo medioevo ligure, quindi vicino al romanico e al tardo gotico, con linee semplici e sobrie nella forma.
Progettista e primo realizzatore dell'impianto fu il mastro muratore Domenico Merezeno che in una riunione a Ventimiglia, datata all'11 giugno 1504 e davanti al notaio Antonio Ambrogio Rolando e ai rappresentanti della comunità sanbiagina, s'impegnò a realizzare l'opera in due anni. Il progetto prevedeva un'aula divisa in tre pilastri per navata, quattro arcate sopra gli stessi e due ali dalle due parti; il tutto ricoperto da travi e tavole di larice, di pino, tiranti in quercia (interno) e ferro (esterno) e una copertura finale in ardesia. Tale struttura sopravvisse pressoché inalterata fino alla fine del XVIII secolo, quando, dopo restauri e interventi conservativi nel corso degli anni, l'impianto romanico fu sacrificato per dar spazio alla nuova costruzione in stile barocco.
Promotore della nuova parrocchiale barocca fu il reverendo Bernardino Biamonti che nella seduta del Consiglio della comunità, del 25 febbraio 1777, illustrò il progetto di Andrea Notari che disegnò una chiesa dalle forme ellittiche, formato da sei altari laterali; l'altare maggiore venne demolito nel 1950 per far posto ad un rifacimento marmoreo. I lavori ultimarono nel 1779. La consacrazione del nuovo luogo di culto fu officiata il 21 gennaio 1885 dal vescovo di Ventimiglia monsignor Tommaso Reggio.
Il campanile è opera dell'architetto Emanuele Cantone del 1718.

## Descrizione
La chiesa conserva diverse opere artistiche: tra queste, sull'altare maggiore, la tela con i Santi Fabiano, Sebastiano e Biagio del pittore Jacopo Rodi di Montalto (datato alla prima metà del Seicento); il dipinto del Transito di san Giuseppe nell'omonima cappella; Sant'Antonio da Padova con la Vergine tra anime purganti, del pittore Giovan Battista Casoni, restaurata nel 2010; la tela della Visione del Cuore di Gesù a santa Margherita Maria Alacoque di Maurizio Carrega; statue di san Luigi Gonzaga, di san Giovanni Bosco, della Madonna del Rosario, di san Sebastiano (quest'ultima attribuita allo scultore genovese Anton Maria Maragliano).
Il primo organo della parrocchiale fu realizzato dalla ditta Agati nel 1850, poi spostato in una cappella dell'oratorio di Nostra Signora Assunta; l'attuale strumento è datato al 1907 e opera della ditta Locatelli.